# Bucculatrix tenebricosa
Bucculatrix tenebricosa är en fjärilsart som beskrevs av Braun 1925. Bucculatrix tenebricosa ingår i släktet Bucculatrix och familjen kronmalar. Inga underarter finns listade i Catalogue of Life.